# Zackenstil

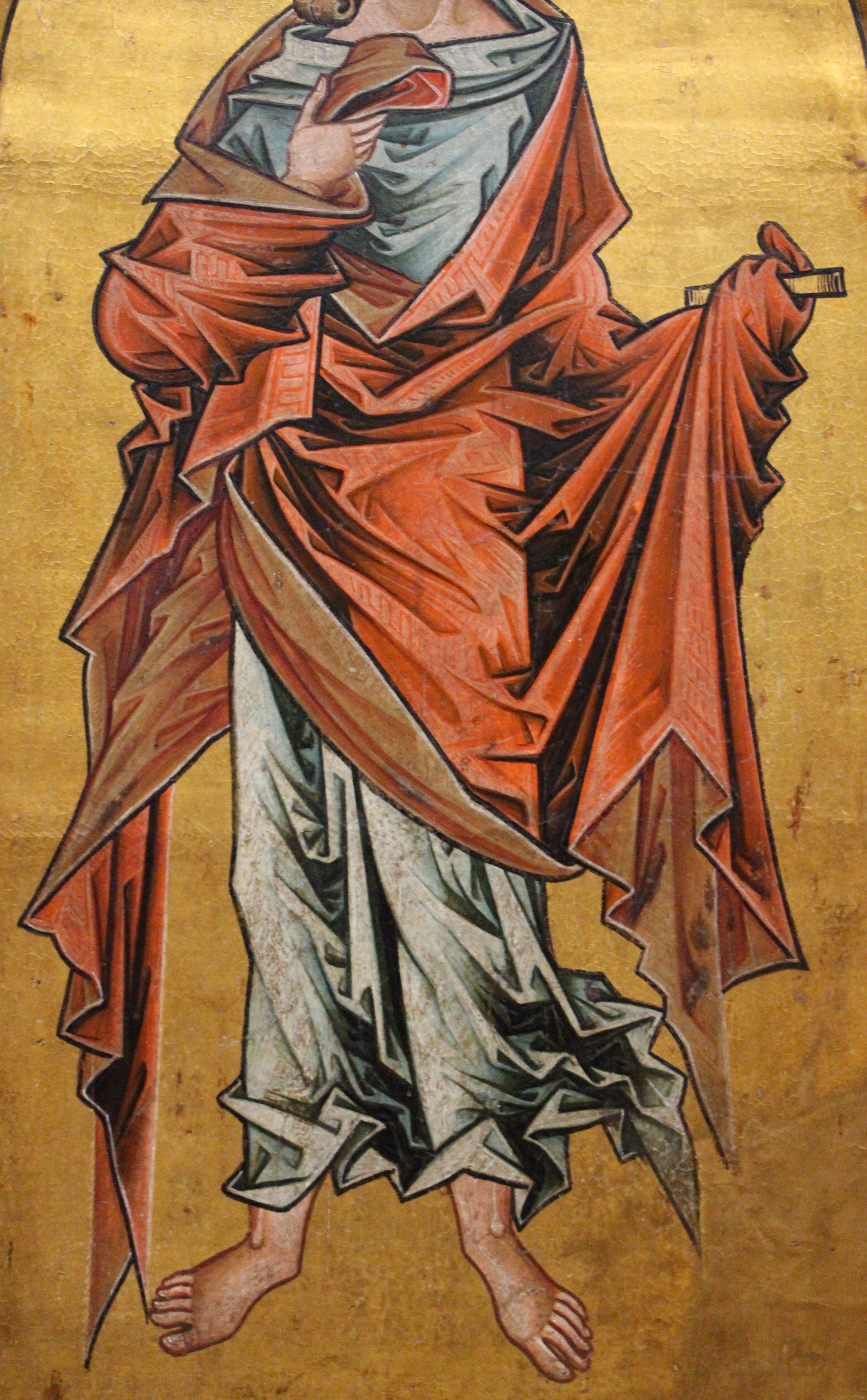
Westfalia, altare con la Trinità, la Madonna e san Giovanni (dettaglio), da Soest, 1250 ca. (Gemäldegalerie di Berlino)

Lo Zackenstil, anche chiamato "stile a dentelli" o "a zigzag", è uno stile pittorico riscontrato soprattutto in Germania e in Austria in una fase di transizione tra pittura romanica e gotica, presente in opere su tavola, su affresco, su pergamena o su vetro.
La caratteristica distintiva dello stile a dentelli è la rappresentazione delle pieghe dei vestiti e dei contorni con linee taglienti a zig-zag, mantenendo in gran parte le forme tradizionali del Romanico, infuse di un maggiore movimento ed espressività. Nella sua fase tarda manifesta un linearismo giocoso, che influenzerà lo stile gotico internazionale.
Questo stile emerse nella prima metà del XIII secolo da esempi bizantini e germanici occidentali. Precursori di questo stile si trovano in Turingia, lungo il Medio Reno e nella miniatura di Ratisbona, come nelle illustrazioni del Landgrafenpsalter ("salterio del Langravio", 1211-1213).
Un altro esempio è l'altare con il Trono di Misericordia a Soest (oggi nella Gemäldegalerie di Berlino), che mostra l'esecuzione di un maestro di Colonia.
Lo stile a dentelli raggiunse il suo apice in Austria dopo la metà del secolo. Opere significative di questa corrente stilistica si trovano a Vienna (ad esempio la Croce di Wimpassinger nella chiesa dei Minoriti), in Bassa Austria (ad esempio l'affresco intorno al 1280 nella chiesa domenicana di Krems, con l'Incoronazione di Maria coi committenti Gozzo di Krems e la moglie) e soprattutto nell'area carinziana-stiriana (ad esempio la cappella del Vescovo a Gurk, 1264). Anche in Polonia, ad esempio, le chiavi di volta nella chiesa domenicana di Cracovia mostrano caratteristiche simili. Un esempio notevole si trova anche nella vetrata della chiesa dei Frati Minori di Bruck an der Mur (oggi all'Universalmuseum Joanneum di Graz), col Cristo benedicente, datato intorno al 1280.
Influenzato dall'emergente architettura gotica in Francia, lo stile a dentelli si sviluppò nella miniatura tedesca. Esempi caratteristici includono l'Evangelario di Brandeburgo, il Salterio di Elisabetta a Cividale del Friuli e l'Evangeliario di Magonza del 1250.

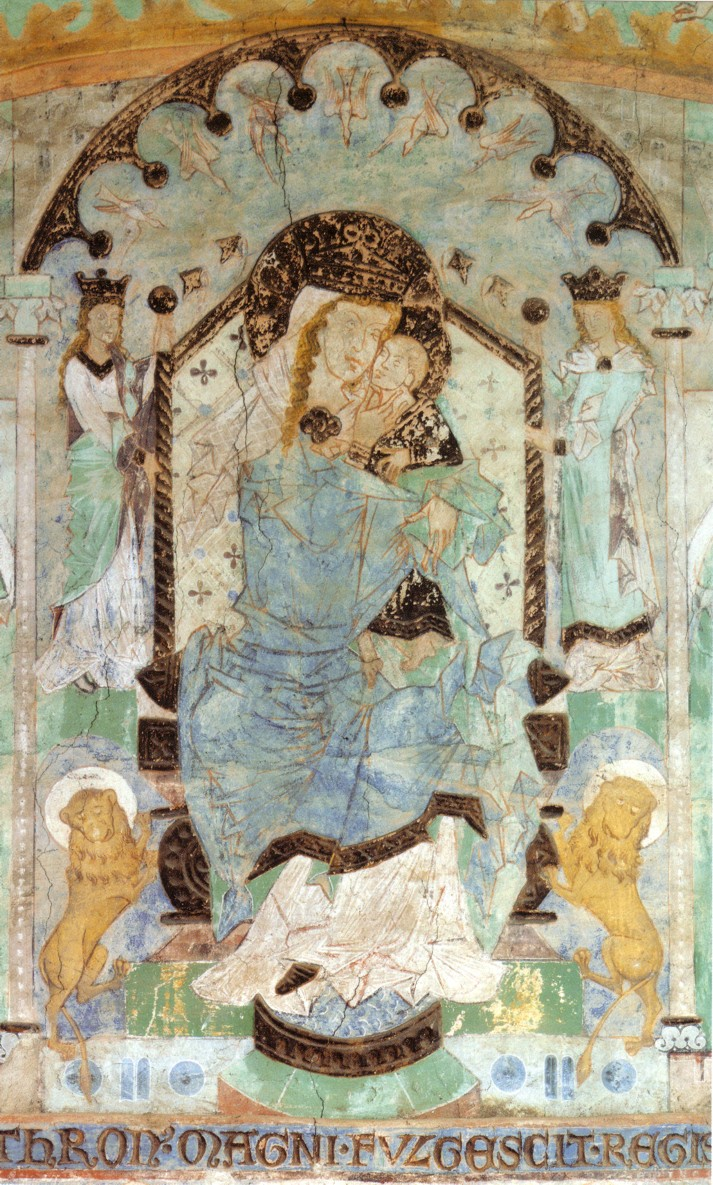
Madonna col Bambino, dalla cappella vescovile del Duomo di Gurk
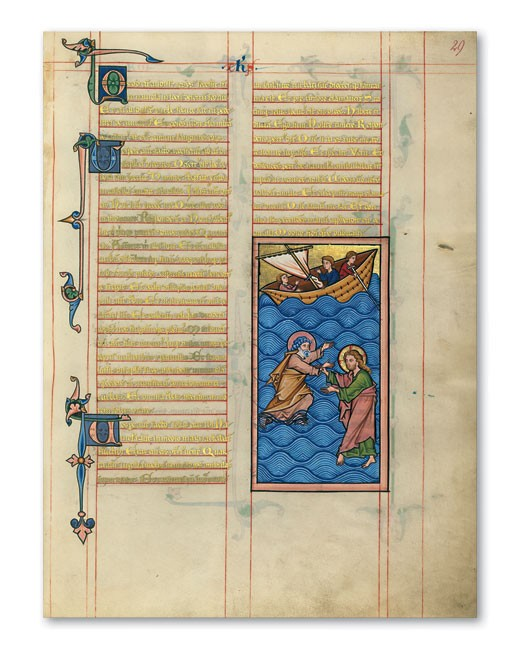
Evangeliario di Magonza
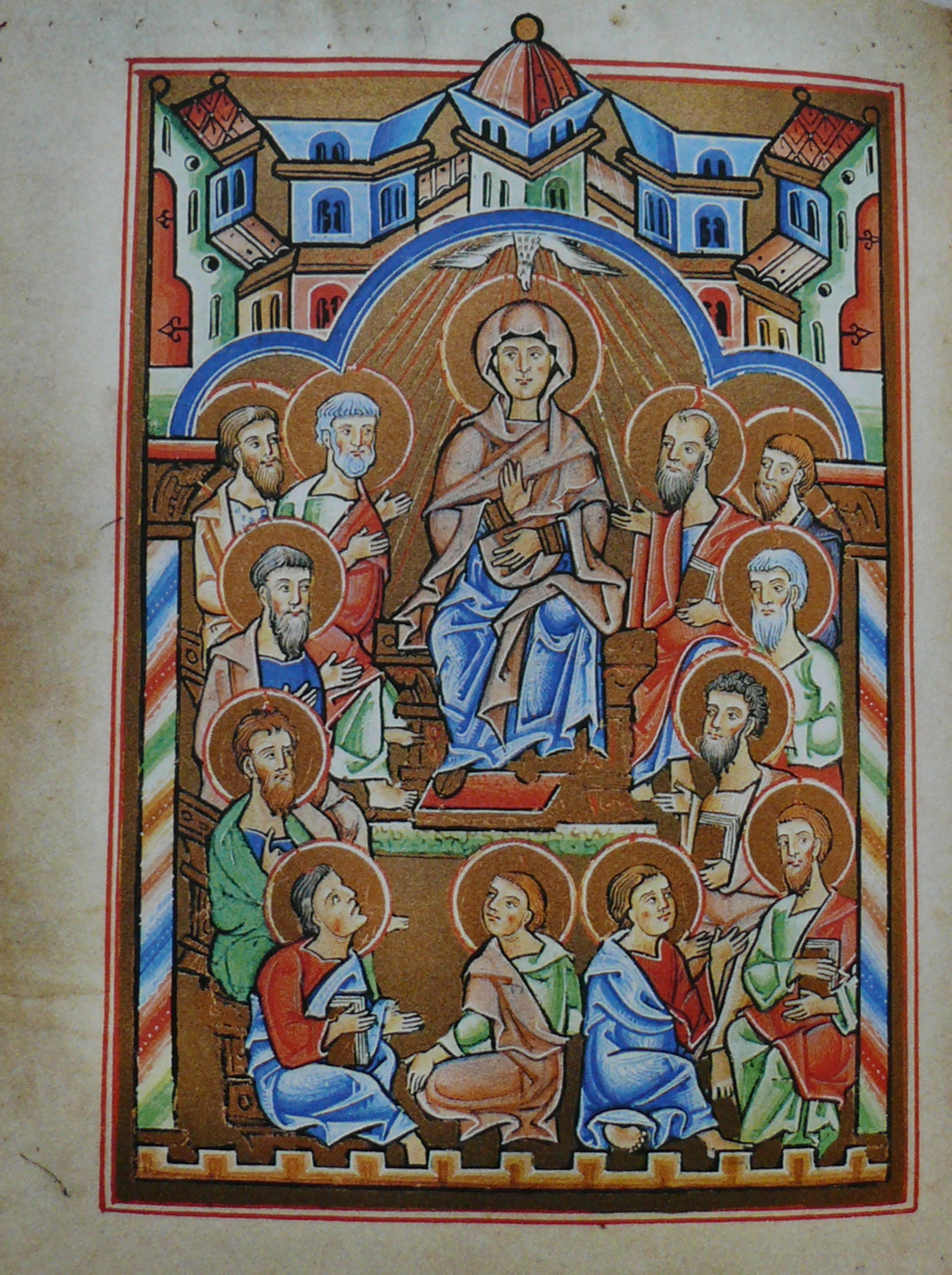
'Lantgrafenpsalter